# Ustedes deciden
Ustedes deciden es una película de comedia argentina de 2023 dirigida por Esteban Rey Cazes. Narra de la historia de un joven que sueña con ser actor, pero termina por transformarse en una estrella de internet que pierde su rumbo. Está protagonizada por Gastón Soffritti, Bárbara Lombardo y Luciano Leyrado. La película se estrenó el 25 de enero de 2023 en Star+.

## Sinopsis
Cuenta la historia de Nicolás, un aspirante a actor que sueña con cumplir su sueño, pero desde que llegó a la gran ciudad solamente trabaja como repartidor. Sin embargo, un día se le presenta la oportunidad de convertirse en un fenómeno de las redes sociales, dando un giro radical a su vida, donde adquiere seguidores, dinero y reconocimiento, pero que prontamente lo llevará a un mareo de fama que amenazará su carrera.

## Elenco
- Gastón Soffritti como Nicolás Romero
- Bárbara Lombardo como Palo
- Luciano Leyrado como Rolly
- Juan Santandreu como Kato
- Mario Vera como Venon
- Patricia Wolf como Gerard
- Ornella Cattaneo como Gaba
- Guillermo Vilarrubí como Cirujano
- Agosto Silveira como Chule
- Eduardo Miglionico como Millonario
- Victoria Natero como Luli
- Valentina Golpe como Katrina
- Camila Chieza como Paulita
- Doménico Caperchione como Tito Sastre

## Recepción

### Comentarios de la crítica
La película recibió críticas mixtas por parte de los expertos. Juan Pablo Russo de Escribiendo cine calificó al filme con un 6 por ser «una comedia liviana, pasatista, sin pretensiones estéticas, que, apuesta por un tono humorístico cercano al absurdo y lo fantástico». Diego Lerer de Micropsia señaló que la película «presenta, al menos de entrada, una serie de ideas interesantes», pero que «el guion toma la extraña decisión de llevar todo al extremo entrando en un terreno más propio de un thriller». Santiago García de Leer cine consideró que la cinta «se presenta como una comedia ágil y no demasiado original», aunque resaltó que «el giro de la trama no resulta creíble y en consecuencia el desenlace tampoco».
En una reseña para Funcinema, Mex Faliero escribió «al menos durante media hora la película funciona en su retrato humorístico», sin embargo, «cuando pretende convertirse en una suerte de thriller corporativo y conspiranoico la película se vuelve enmarañada, inverosímil y poco rigurosa». Catalina Dlugi elogió la actuación de Soffritti asegurando que es el «protagonista ideal» y que «supo darle a su rol una  mezcla de timidez, ser capaz del descontrol,  y mostrar la mayor candidez y la desolación».